# パテルノーポリ
パテルノーポリ（伊: Paternopoli）は、イタリア共和国カンパニア州アヴェッリーノ県にある、人口約2,400人の基礎自治体（コムーネ）。

## 地理

### 位置・広がり

#### 隣接コムーネ
隣接するコムーネは以下の通り。
- カステルフランチ
- カステルヴェーテレ・スル・カローレ
- フォンタナローザ
- ジェズアルド
- ルオゴザーノ
- モンテマラーノ
- サン・マンゴ・スル・カローレ
- トレッラ・デイ・ロンバルディ
- ヴィッラマイナ